# Waldy Dzikowski
Waldy Dzikowski (Wschowa; 23 de Julho de 1959 — ) é um político da Polónia. Ele foi eleito para a Sejm em 25 de Setembro de 2005 com 54959 votos em 39 no distrito de Poznań, candidato pelas listas do partido Platforma Obywatelska.
Ele também foi membro da Sejm 2001-2005, Sejm 2005-2007, Sejm 2007-2011, Sejm 2011-2015, Sejm 2015-2019, Sejm 2019-2023.